# 内藤秀因水彩画記念館
内藤秀因水彩画記念館（ないとうしゅういんすいさいがきねんかん）は、山形県東田川郡庄内町余目にある美術館である。
庄内町立図書館に隣接している。

## 概要
庄内町名誉町民であり、日本水彩画会理事長であった内藤秀因(1890年 - 1987年)の水彩画を展示している。
展示されている水彩画約2000点は内藤秀因の遺言により内藤が亡くなった1987年の12月に町に寄贈されたものである。水彩画は町内の図書館で保存されていたが、保存が難しいことから、図書館のそばに併設して絵画収蔵館として1992年に完成した。庄内町が発足した2005年に館名を内藤秀因水彩画記念館と改めている。

## 入館料
無料

## 開館時間
- 4月 - 10月：9：00 - 19：00
- 11月 - 3月：9：00 - 18：00

※土日は17：00まで

## 休館日
- 月曜日
- 祝日

## アクセス
- JR余目駅から徒歩10分[2]。

## 周辺
- 庄内町役場
- 庄内町立余目中学校